# Melocactus zehntneri
Melocactus zehntneri är en kaktusväxtart som först beskrevs av Nathaniel Lord Britton och Joseph Nelson Rose, och fick sitt nu gällande namn av Leutzelb. Melocactus zehntneri ingår i släktet Melocactus och familjen kaktusväxter. Inga underarter finns listade i Catalogue of Life.

## Bildgalleri

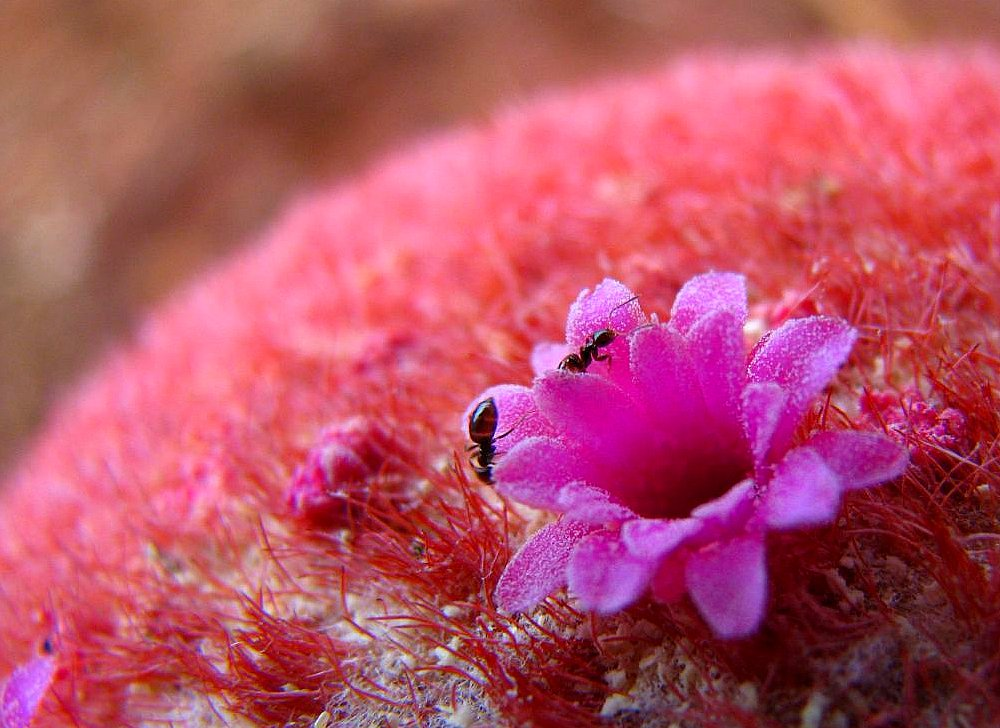
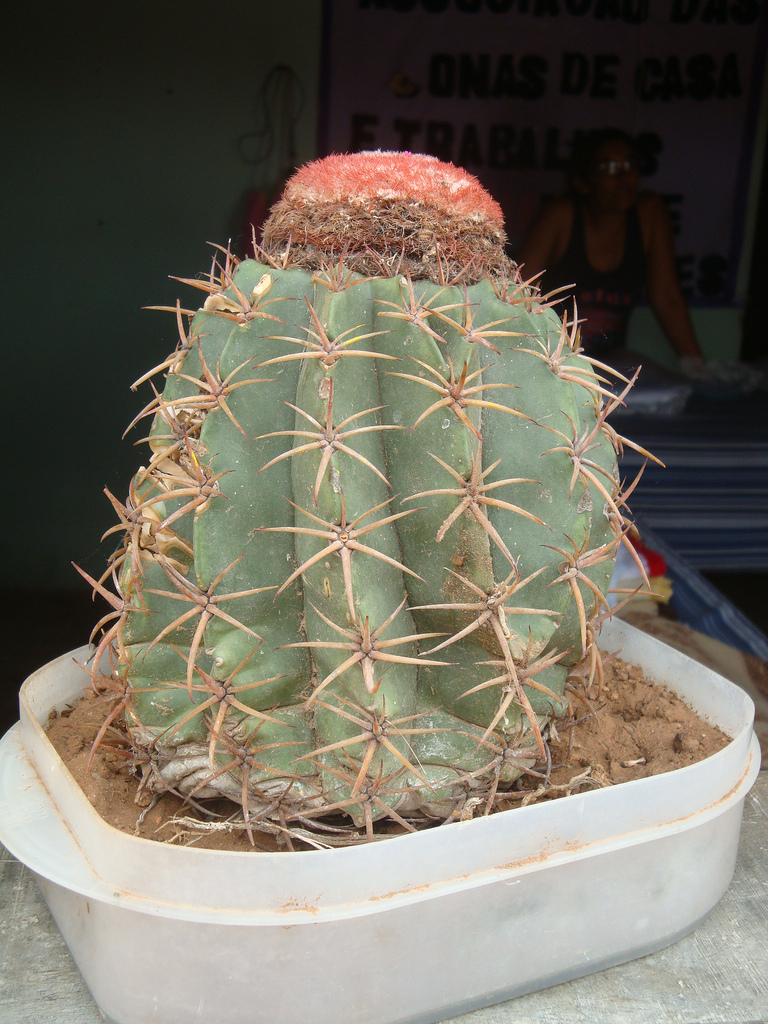
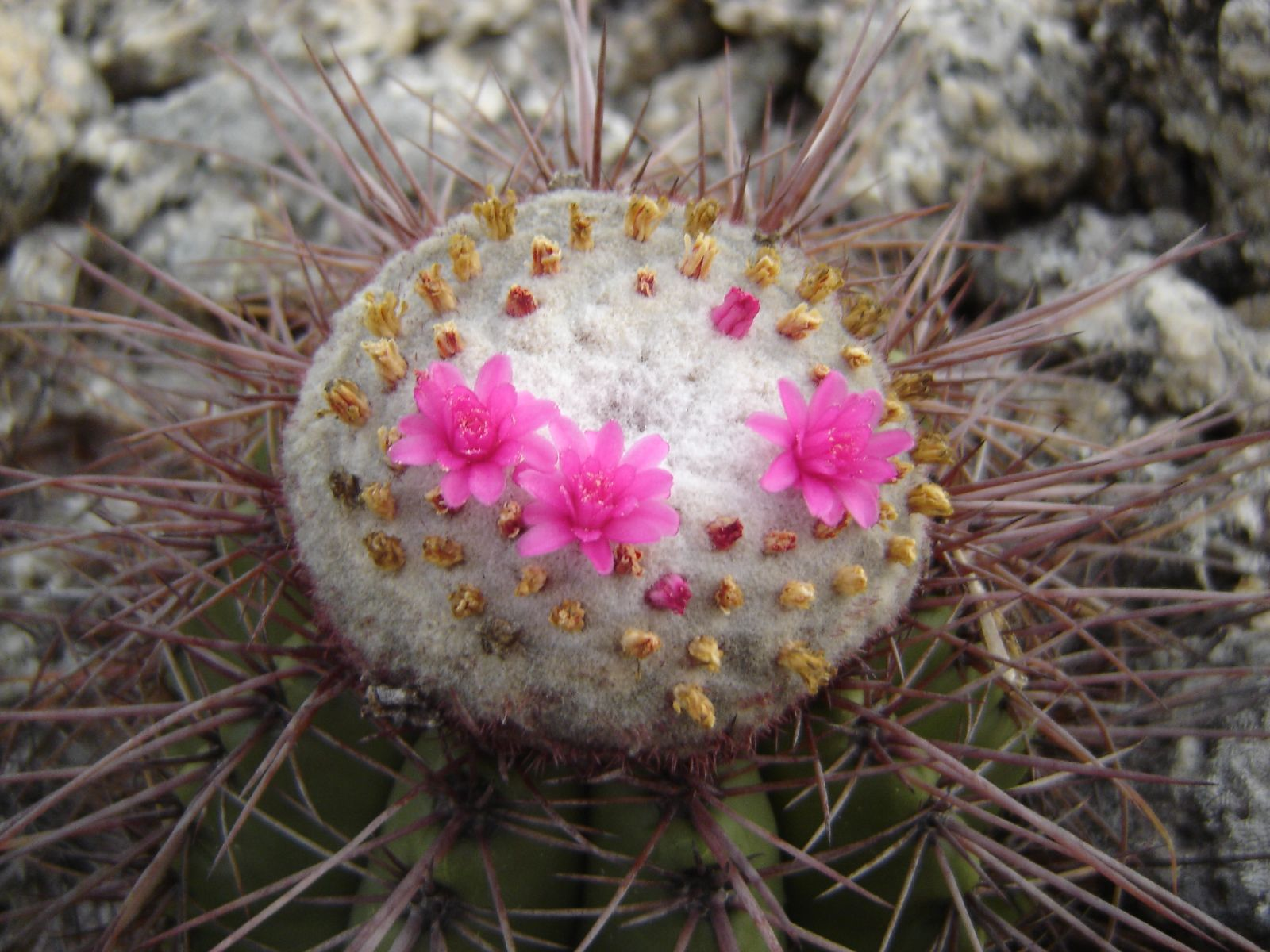
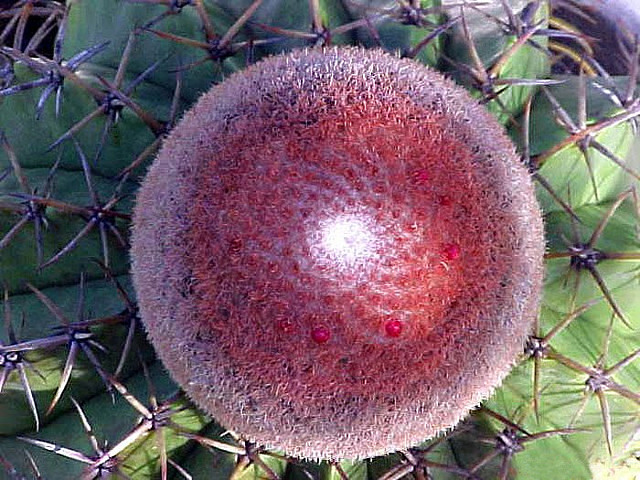
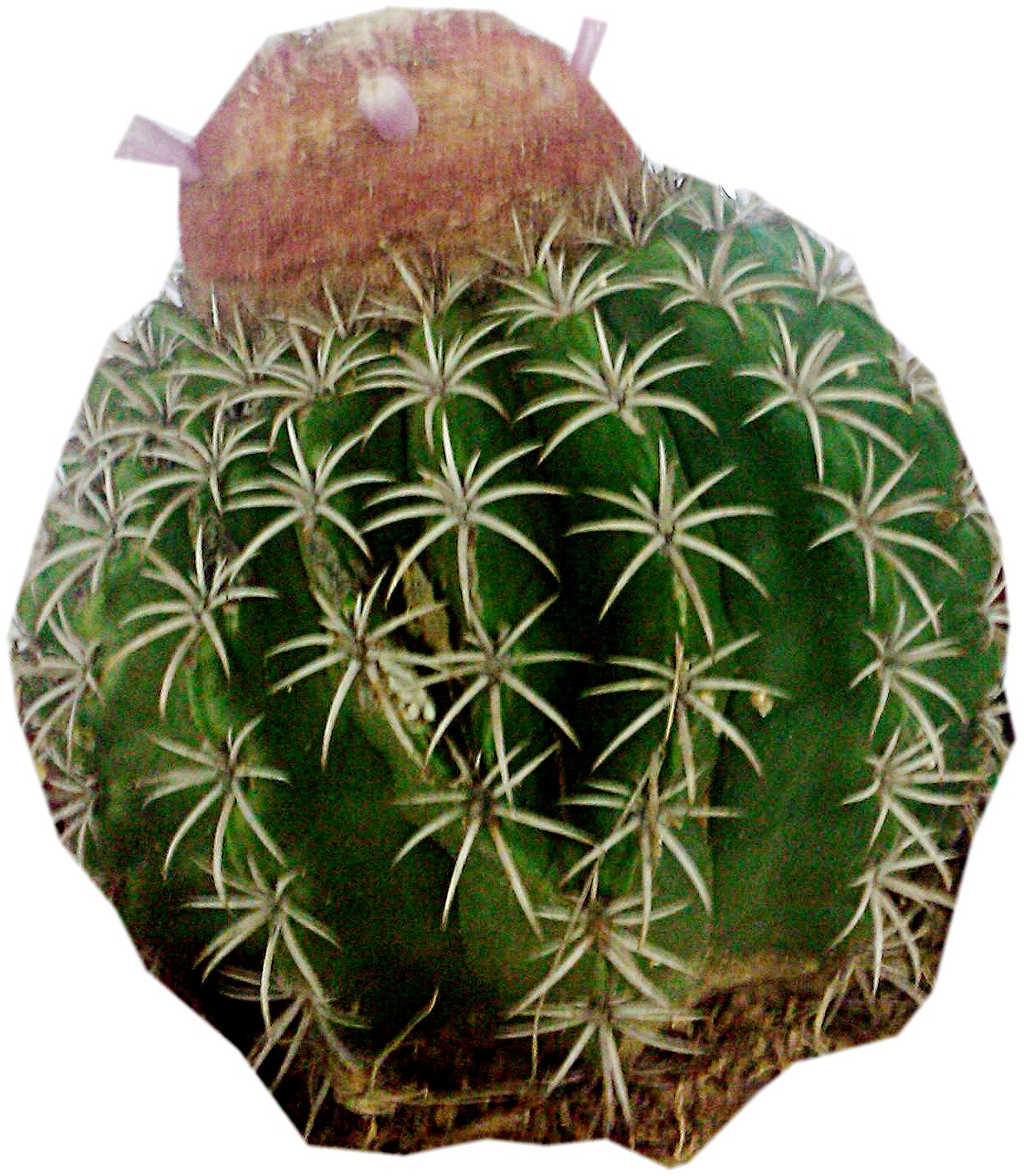